# NGC 2533
NGC 2533 је расејано звездано јато у сазвежђу Крма које се налази на NGC листи објеката дубоког неба.
Деклинација објекта је - 29° 52' 0" а ректасцензија 8h 7m 4,0s. Привидна величина (магнитуда) објекта NGC 2533 износи 7,6. NGC 2533 је још познат и под ознакама OCL 695, ESO 430-SC19.